# Natalizumab
Natalizumab là một kháng thể đơn dòng được nhân hóa chống lại phân tử kết dính tế bào α4-integrin. Natalizumab được sử dụng trong điều trị bệnh đa xơ cứng và bệnh Crohn. Nó được Biogen và Élan hợp tác bán dưới tên Tysabri, và trước đây được đặt tên là Antegren. Natalizumab được quản lý bằng cách tiêm truyền tĩnh mạch cứ sau 28 ngày. Thuốc được cho là có tác dụng bằng cách giảm khả năng các tế bào miễn dịch viêm bám vào và đi qua các lớp tế bào lót trong ruột và hàng rào máu não. Natalizumab đã được chứng minh hiệu quả trong việc điều trị các triệu chứng của cả hai bệnh, ngăn ngừa tái phát, giảm thị lực, suy giảm nhận thức và cải thiện đáng kể chất lượng cuộc sống ở những người mắc bệnh đa xơ cứng, cũng như tăng tỷ lệ thuyên giảm và ngăn ngừa tái phát trong bệnh đa xơ cứng.
Natalizumab đã được phê duyệt vào năm 2004 bởi Cục Quản lý Thực phẩm và Dược phẩm Hoa Kỳ (FDA). Sau đó, nó đã bị nhà sản xuất của nó rút khỏi thị trường sau khi nó được liên kết với ba trường hợp bệnh lý thần kinh đa nhân hiếm gặp tiến triển (PML) khi dùng kết hợp với interferon beta-1a, một loại thuốc ức chế miễn dịch khác thường được sử dụng trong điều trị bệnh đa xơ cứng. Sau khi xem xét thông tin an toàn và không có thêm trường hợp tử vong, thuốc đã được đưa trở lại thị trường Mỹ vào năm 2006 theo một chương trình kê đơn đặc biệt. Tính đến tháng 6 năm 2009, mười trường hợp PML đã được biết đến. Tuy nhiên, hai mươi bốn trường hợp PML đã được báo cáo kể từ khi được giới thiệu lại vào tháng 10 năm 2009, cho thấy sự gia tăng mạnh về số người tử vong và khiến Cơ quan y tế châu Âu xem xét lại việc sử dụng hóa chất. Đến tháng 1 năm 2010, 31 trường hợp mắc PML đã được quy cho natalizumab. Đến tháng 10 năm 2018, con số này đã tăng lên 757 trường hợp. FDA đã không rút thuốc khỏi thị trường vì lợi ích lâm sàng của nó lớn hơn các rủi ro liên quan. Tại Liên minh châu Âu, nó đã được chấp thuận cho sử dụng ở người chỉ để điều trị bệnh đa xơ cứng và sau đó là đơn trị liệu vì các trường hợp ban đầu của PML, và sau đó là các trường hợp tử vong, được các nhà sản xuất cho biết có liên quan đến việc sử dụng trước đó Thuốc của bệnh nhân.
Biogen Idec đã công bố bắt đầu thử nghiệm lâm sàng đầu tiên về natalizumab như một phương pháp điều trị ung thư tiềm năng kể từ ngày 5 tháng 9 năm 2008 

## Sử dụng y tế
Natalizumab được FDA phê chuẩn để điều trị bệnh đa xơ cứng; Ở Mỹ, nó cũng được sử dụng cho bệnh Crohn.
Natalizumab cung cấp một sự cải thiện hạn chế về hiệu quả so với các phương pháp điều trị khác cho MS, nhưng do thiếu thông tin về việc sử dụng lâu dài, cũng như các tác dụng phụ có thể gây tử vong, các bảo lưu đã được thể hiện qua việc sử dụng thuốc ngoài nghiên cứu so sánh với thuốc hiện có. Natalizumab được sử dụng như một đơn trị liệu.

## Tác dụng phụ
Bệnh não chất trắng đa ổ tiến triển, nhiễm trùng cơ hội do virus JC gây ra và chỉ xảy ra ở những bệnh nhân bị suy giảm miễn dịch, đã ảnh hưởng đến khoảng 212 bệnh nhân vào năm 2012, hoặc 2,1 trên mỗi 1.000 người sử dụng natalizumab. Nó đã được quan sát lần đầu tiên ở bảy bệnh nhân dùng natalizumab vào cuối năm 2008; ba trường hợp đã được ghi nhận trong các thử nghiệm lâm sàng năm 2006  dẫn đến thuốc tạm thời bị kéo ra khỏi thị trường; hai trường hợp đã được báo cáo lên FDA vào tháng 8 năm 2008; và hai trường hợp đã được công bố vào tháng 12 năm 2008 Đến ngày 21 tháng 1 năm 2010, FDA đã ghi nhận tổng cộng 31 trường hợp mắc PML đã được xác nhận, với khả năng phát triển nhiễm trùng ngày càng tăng khi số lượng dịch truyền mà bệnh nhân nhận được tăng lên. Do sự liên kết này, nhãn thuốc và gói thuốc kèm theo thuốc sẽ được cập nhật để bao gồm thông tin này. Tính đến ngày 29 tháng 2 năm 2012, đã có 212 trường hợp PML được xác nhận trong số 99.571 bệnh nhân được điều trị bằng natalizumab (2,1 trường hợp trên 1000 bệnh nhân). Tất cả 54 bệnh nhân mắc PML đã lấy mẫu trước khi chẩn đoán dương tính với kháng thể kháng virut JC. Khi nguy cơ mắc PML được đánh giá theo ba yếu tố rủi ro, thì thấp nhất trong số những bệnh nhân đã sử dụng natalizumab trong thời gian ngắn nhất, những người đã sử dụng ít nếu sử dụng bất kỳ loại thuốc ức chế miễn dịch nào để điều trị MS trong quá khứ và cuối cùng là người âm tính với kháng thể kháng virus JC JC. Tỷ lệ mắc PML trong nhóm nguy cơ thấp được ước tính là 0,09 trường hợp, hoặc ít hơn, trên 1000 bệnh nhân. Những bệnh nhân đã sử dụng natalizumab lâu hơn, từ 25 đến 48 tháng, dương tính với kháng thể kháng virut JC, đã dùng thuốc ức chế miễn dịch trước khi bắt đầu điều trị natalizumab có nguy cơ mắc PML cao nhất. Rủi ro của họ cao gấp 123 lần so với nhóm rủi ro thấp. (tỷ lệ mắc, 11,1 trường hợp trên 1000 bệnh nhân [95% CI, 8,3 đến 14,5]). Mặc dù không ai trong số họ đã dùng thuốc kết hợp với các phương pháp điều trị thay đổi bệnh khác, việc sử dụng các phương pháp điều trị MS trước đây làm tăng nguy cơ mắc PML từ 3 đến 4 lần.
Giám sát sau khi đưa ra thị trường vào đầu năm 2008 cho thấy 0,1% số người dùng natalizumab bị tổn thương gan đáng kể về mặt lâm sàng, dẫn đến FDA, EMEA và các nhà sản xuất khuyến cáo nên ngừng thuốc ở bệnh nhân vàng da hoặc bằng chứng khác về tổn thương gan. Tỷ lệ này tương đương với các thuốc ức chế miễn dịch khác. Bằng chứng về độc tính gan dưới dạng tăng nồng độ bilirubin trong máu và men gan có thể xuất hiện ngay sau sáu ngày sau một liều ban đầu; phản ứng không thể đoán trước và có thể xuất hiện ngay cả khi bệnh nhân không phản ứng với điều trị trước đó. Những dấu hiệu như vậy tái xuất hiện khi kiểm tra lại ở một số bệnh nhân, cho thấy thiệt hại không phải là ngẫu nhiên. Trong trường hợp không có bất kỳ tắc nghẽn, các xét nghiệm chức năng gan này là yếu tố dự báo tổn thương gan nặng với các di chứng có thể xảy ra của ghép gan hoặc tử vong.
Các tác dụng phụ thường gặp bao gồm mệt mỏi và phản ứng dị ứng với nguy cơ sốc phản vệ thấp, nhức đầu, buồn nôn, cảm lạnh và làm trầm trọng thêm bệnh Crohn ở một số ít bệnh nhân mắc bệnh này.  Thanh thiếu niên mắc bệnh Crohn bị đau đầu, sốt và làm trầm trọng thêm bệnh Crohn.   Natalizumab chống chỉ định cho những người đã biết quá mẫn cảm với thuốc hoặc các thành phần của nó và ở những bệnh nhân có tiền sử PML (xem tương tác).
Natalizumab cũng đã được liên kết với khối u ác tính, mặc dù mối liên quan không rõ ràng. Tác dụng lâu dài của thuốc chưa được biết rõ  và mối lo ngại đã được thể hiện qua nguy cơ nhiễm trùng và ung thư.

## Cơ chế hoạt động

Cấu trúc của một kháng thể chung

Natalizumab là một kháng thể đơn dòng được nhân hóa chống lại integrin alpha-4 (α4), loại thuốc đầu tiên được phát triển trong nhóm các chất ức chế phân tử bám dính chọn lọc. Cần phải có α4-integrin để các tế bào bạch cầu di chuyển vào các cơ quan và cơ chế hoạt động của natalizumab được cho là ngăn chặn các tế bào miễn dịch vượt qua thành mạch máu để đến các cơ quan bị ảnh hưởng.

### Trong bệnh đa xơ cứng
Các tổn thương gây ra triệu chứng của MS được cho là gây ra khi các tế bào viêm như tế bào lympho T đi qua hàng rào máu não thông qua tương tác với các thụ thể trên các tế bào nội mô. Natalizumab dường như làm giảm việc truyền các tế bào miễn dịch vào hệ thống thần kinh trung ương bằng cách can thiệp vào các phân tử thụ thể α4β1-integrin trên bề mặt tế bào. Hiệu ứng này xuất hiện trên các tế bào nội mô biểu hiện gen VCAM-1 và trong các tế bào nhu mô biểu hiện gen loãng xương. Ở động vật được sử dụng để mô hình hóa MS và các liệu pháp thử nghiệm, việc sử dụng natalizumab nhiều lần làm giảm sự di chuyển của bạch cầu vào nhu mô não và cũng làm giảm tổn thương, mặc dù điều này không chắc chắn nếu điều này có ý nghĩa lâm sàng đối với con người.
Các cá nhân kèm MS được điều trị bằng natalizumab đã chứng minh các tế bào ức chế CD34 tăng lên, với nghiên cứu cho thấy mức độ biểu hiện cao nhất sau 72 giờ.

### Trong bệnh Crohn
Sự tương tác của integrin α4β7 và địa chỉ tế bào nội mô (còn được gọi là MADCAM1) được cho là góp phần gây ra viêm ruột mạn tính gây ra bệnh Crohn. Địa chỉ chủ yếu được thể hiện trong nội mô của các tĩnh mạch trong ruột non và rất quan trọng trong việc hướng dẫn các tế bào lympho T đến các mô bạch huyết trong các mảng Peyer. Ở bệnh nhân CD, các vị trí viêm ruột hoạt động ở bệnh nhân CD đã tăng biểu hiện của addressin, cho thấy mối liên hệ giữa viêm và thụ thể. Natalizumab có thể ngăn chặn sự tương tác giữa integrin α4β7 và addressin tại các vị trí viêm. Các mô hình động vật đã tìm thấy mức độ biểu hiện VCAM-1 cao hơn ở những con chuột mắc hội chứng ruột kích thích và gen VCAM-1 cũng có thể đóng một phần trong CD nhưng vai trò của nó vẫn chưa rõ ràng.

## Tương tác
Natalizumab dường như tương tác với các thuốc điều chỉnh miễn dịch khác để tăng nguy cơ mắc bệnh não chất trắng đa ổ tiến triển (PML), một bệnh nhiễm trùng cơ hội thường gây tử vong do virus JC gây ra. Năm 2005, hai người dùng natalizumab kết hợp với interferon beta-1a đã phát triển PML. Một người chết và người kia đã hồi phục với việc vô hiệu hóa di chứng. Một trường hợp tử vong thứ ba ban đầu được cho là do u tế bào hình sao đã được báo cáo ở một bệnh nhân đang điều trị bệnh Crohn. Mặc dù bệnh nhân đang được điều trị bằng natalizumab kết hợp với azathioprine, corticosteroid và infliximab, chỉ định nhiễm PML chỉ xuất hiện sau khi đơn trị liệu natalizumab được giới thiệu lại. Không có trường hợp tử vong do bệnh não chất trắng đa ổ tiến triển có liên quan đến natalizumab khi nó không được kết hợp với các thuốc điều chỉnh miễn dịch khác  và các tỷ lệ nhiễm trùng cơ hội khác không tăng ở bệnh nhân dùng natalizumab  có thể do cơ chế tác dụng của thuốc. Khác với tiền sử PML trước đó, không có phương pháp nào được xác định để xác định bệnh nhân có nguy cơ phát triển PML. Nhãn của Natalizumab chỉ ra rằng nó chống chỉ định cho những người bị ức chế miễn dịch hoặc những người có tiền sử PML. Do rủi ro không chắc chắn của PML, natalizumab chỉ có sẵn thông qua một chương trình phân phối hạn chế. Đến ngày 21 tháng 1 năm 2010 , Cục Quản lý Thực phẩm và Dược phẩm Hoa Kỳ đã báo cáo tổng cộng 31 trường hợp được xác nhận PML liên quan đến natalizumab.
Mặc dù số lượng nhỏ các trường hợp loại trừ kết luận về khả năng natalizumab đơn độc gây ra PML, nhưng cảnh báo hộp đen của nó nói rằng thuốc chỉ được liên kết với PML khi kết hợp với các thuốc điều hòa miễn dịch khác và natalizumab bị chống chỉ định sử dụng với các thuốc điều hòa miễn dịch khác. Corticosteroid có thể gây ức chế miễn dịch và thông tin kê đơn của Tysabri khuyến cáo rằng những người dùng corticosteroid để điều trị bệnh Crohn nên giảm liều trước khi bắt đầu điều trị natalizumab. Rủi ro phát triển PML sau đó được ước tính là 1 trên 1.000 (0,1%) sau 18 tháng  mặc dù chưa xác định được rủi ro dài hạn của PML.

## Tình trạng pháp lý
Natalizumab ban đầu được chấp thuận để điều trị bệnh đa xơ cứng vào năm 2004, thông qua chương trình Fast Track của FDA, do hiệu quả của thuốc trong các thử nghiệm lâm sàng kéo dài một năm. Vào tháng 2 năm 2005, bốn tháng sau khi được chấp thuận, natalizumab đã bị nhà sản xuất rút tự nguyện sau hai trường hợp mắc bệnh não chất trắng đa ổ tiến triển. Các nhóm đại diện cho các cá nhân bị MS vận động để đưa thuốc trở lại thị trường Hoa Kỳ  và vào tháng 6 năm 2006, sau khi được ủy ban tư vấn giới thiệu và xem xét hai năm về dữ liệu an toàn và hiệu quả, FDA đã phê duyệt lại natalizumab cho bệnh nhân với tất cả các dạng tái phát của MS (tái phát tái phát, tái phát thứ phát và tái phát tiến triển) như một liệu pháp đầu tiên hoặc thứ hai. Bệnh nhân dùng natalizumab phải nhập vào sổ đăng ký để theo dõi. Natalizumab là loại thuốc duy nhất sau khi rút alosetron vì lý do an toàn đã quay trở lại thị trường Mỹ.
Vào tháng 4 năm 2006, Ủy ban về các sản phẩm thuốc cho con người đã khuyến nghị cho phép natalizumab điều trị MS tái phát, và vài tuần sau đó, Cơ quan y tế châu Âu đã phê duyệt natalizumab tại Liên minh châu Âu về việc tái phát tích cực.
Bộ Y tế Canada đã bổ sung natalizumab vào Bảng F của Quy định về Thực phẩm và Dược phẩm vào ngày 3 tháng 4 năm 2008 dưới dạng thuốc theo toa cần có sự giám sát của bác sĩ.
Vào năm 2007, EMA đã từ chối đơn đăng ký thị trường natalizumab cho bệnh Crohn do lo ngại về tỷ lệ rủi ro/lợi ích của nó. Vào tháng 1 năm 2008, FDA đã phê chuẩn cho việc gây ra sự thuyên giảm và duy trì sự thuyên giảm đối với bệnh Crohn từ trung bình đến nặng.